# العلاقات البوتسوانية الليتوانية
العلاقات البوتسوانية الليتوانية هي العلاقات الثنائية التي تجمع بين بوتسوانا وليتوانيا.

## مقارنة بين البلدين
هذه مقارنة عامة ومرجعية للدولتين:
| وجه المقارنة                                              | بوتسوانا                       | ليتوانيا                                                    |
| --------------------------------------------------------- | ------------------------------ | ----------------------------------------------------------- |
| المساحة (كم2)                                             | 581.74 ألف                     | 65.30 ألف                                                   |
| عدد السكان (نسمة)                                         | 2.29 مليون                     | 2.79 مليون                                                  |
| الكثافة السكانية (ن./كم²)                                 | 3.94                           | 42.73                                                       |
| العاصمة                                                   | غابورون                        | فيلنيوس، كاوناس                                             |
| اللغة الرسمية                                             | لغة إنجليزية                   | اللغة الليتوانية                                            |
| العملة                                                    | بولا بوتسواني                  | ليتاس ليتواني، يورو                                         |
| الناتج المحلي الإجمالي (بليون دولار)                      | 17.41 مليار                    | 47.17 مليار                                                 |
| الناتج المحلي الإجمالي (تعادل القوة الشرائية) بليون دولار | 35.84 مليار                    | 84.06 مليار                                                 |
| الناتج المحلي الإجمالي الاسمي للفرد دولار أمريكي          | 6.36 ألف                       | 14.15 ألف                                                   |
| الناتج المحلي الإجمالي للفرد دولار أمريكي                 | 16.10 ألف                      | 27.69 ألف                                                   |
| مؤشر التنمية البشرية                                      | 0.698                          | 0.839                                                       |
| رمز المكالمات الدولي                                      | +267                           | +370                                                        |
| رمز الإنترنت                                              | .bw                            | .lt                                                         |
| المنطقة الزمنية                                           | ت ع م+02:00، توقيت وسط إفريقيا | ت ع م+02:00، ت ع م+03:00، أوروبا/فيلنيوس ‏، توقيت شرق أوروبا |

## منظمات دولية مشتركة
يشترك البلدان في عضوية مجموعة من المنظمات الدولية، منها:
| علم المنظمة | اسم المنظمة                               | تاريخ انضمام بوتسوانا | تاريخ انضمام ليتوانيا |
| ----------- | ----------------------------------------- | --------------------- | --------------------- |
|             | مؤسسة التنمية الدولية                     | 24 يوليو 1968         | 23 سبتمبر 2011        |
|             | يونسكو                                    | 16 يناير 1980         | 7 أكتوبر 1991         |
|             | وكالة ضمان الاستثمار متعدد الأطراف        | 15 مايو 1990          | 8 يونيو 1993          |
|             | الأمم المتحدة                             | 17 أكتوبر 1966        | 17 سبتمبر 1991        |
|             | الاتحاد البريدي العالمي                   | ?                     | ?                     |
|             | البنك الدولي للإنشاء والتعمير             | 24 يوليو 1968         | 6 يوليو 1992          |
|             | الاتحاد الدولي للاتصالات                  | 2 أبريل 1968          | 1 يوليو 1923          |
|             | منظمة حظر الأسلحة الكيميائية              | ?                     | ?                     |
|             | مؤسسة التمويل الدولية                     | 23 مارس 1979          | 15 يناير 1993         |
|             | المركز الدولي لتسوية المنازعات الاستشارية | 14 فبراير 1970        | 5 أغسطس 1992          |
|             | منظمة التجارة العالمية                    | ?                     | ?                     |
|             | منظمة الشرطة الجنائية الدولية             | ?                     | ?                     |

## وصلات خارجية
- موقع وزارة الخارجية البوتسوانية
- موقع وزارة الخارجية الليتوانية